# PFC Krylia Sovetov Samara
El PFC Krylia Sovetov Samara (del ruso: Профессиональный футбольный клуб "Крылья Советов" Самара) es un club de fútbol de la ciudad de Samara, Rusia. Actualmente juega en la Liga Premier de Rusia.

## Historia
El club fue fundado en 1942 y el primer partido del Krylia Sovetov para la Copa de la URSS tuvo lugar el 12 de abril de 1942. El 16 de enero en la final de la copa Krylia Sovetov perdió con el FC Lokomotiv Moscú 1:5. Su primer partido en el Campeonato de la URSS (segundo grupo) tuvo lugar el 4 de junio de 1945 en Kuibyshev estadio Lokomotiv de Torpedo de Gorky. El partido terminó en un empate 1-1.
El 21 de abril de 1946 en Alma-Ata era el primer partido del equipo en la división superior de la URSS, que perdió ante FC Zenit Leningrado 1-2.
El Krylia Sovetov ha participado en más de 48 campeonatos de la URSS y 18 Campeonatos de Rusia. Han sido participantes en más de 43 eliminatorias de la Copa de la URSS y de las 18 Copas de Rusia.
Durante la segunda ronda de la temporada de 1953, el equipo llevaba el nombre de Zenit.
El 6 de julio de 2002 Krylia Sovetov jugó por primera vez con un equipo europeo en la segunda ronda de la Copa Intertoto de la UEFA. Ellos ganaron este juego contra el FC Dinaburg de Letonia en el Estadio Metallurg con marcador de 3-0. El primero en marcar un gol fue Andrey Karyaka, luego Robertas Poshkus y Rogerio Gaucho anotó el 3-0.

## Uniforme
- Uniforme titular: Camiseta, pantalón blanco y medias azules.
- Uniforme alternativo: Camiseta, pantalón y medias blancas.

### Auspiciadores
| Período       | Proveedor | Período       | Patrocinador     |
| ------------- | --------- | ------------- | ---------------- |
| 1993          | Uhlsport  | 1993          | Aviabank         |
| 1994-1999     | Adidas    | 1994          | Aviabank         |
| 1994-1999     | Adidas    | 1995-1999     | Sin patrocinador |
| 2000-2001     | Lotto     | 2000          | Basic Element    |
| 2000-2001     | Lotto     | 2001          | Sin patrocinador |
| 2002-2005     | Umbro     | 2002-2005     | Sin patrocinador |
| 2002-2005     | Umbro     | 2005          | MegaFon          |
| 2006          | Adidas    | 2006          | Sin patrocinador |
| 2007-2008     | Umbro     | 2007          | Sin patrocinador |
| 2007-2008     | Umbro     | 2008          | Rostekhnologii   |
| 2009-2010     | Nike      | 2009-2010     | Rostekhnologii   |
| 2011-2013     | Umbro     | 2011          | Sin patrocinador |
| 2011-2013     | Umbro     | 2011-2012     | Volgospetsstroy  |
| 2011-2013     | Umbro     | 2012-2013     | Sin patrocinador |
| 2013-2018     | Nike      | 2013-2017     | Sin patrocinador |
| 2013-2018     | Nike      | 2017-2018     | BC Leon          |
| 2018-presente | Puma      | 2018-presente | Parimatch        |

## Estadio
"Metallurg" - el escenario principal de las "alas"
Sus partidos como local de fútbol del club "Alas de los Soviets", sostiene en el estadio "Metallurg". Estadio "Metallurg" - uno de los estadios más visitados en Rusia. En 2004, "Metallurg" se convirtió en el estadio más visitado de Europa del Este.
El estadio está situado en la parte nororiental de Samara en la calle Constructores. El estadio tres podium: Oeste, Este y Norte. En el lado sur es el órgano administrativo. La multitud se dividió en sectores del 1 al 19.
Fanes huéspedes se alojan en el stand del Norte en el Sector 12, si es necesario, lanzaron un sector adicional 11.
Campo de hierba natural, está equipado con calefacción artificial y sistema de drenaje. Instalado iluminación artificial - 1400 lux, con una distribución de luz asimétrica para un mejor trabajo en la televisión.

## Entrenadores
- Viktor Novikov (1945–1946)
- Aleksandr Abramov (1947–1952)
- Pyotr Burmistrov (1953–1954)
- Vyacheslav Solovyov (1954–1957)
- Aleksandr Abramov (1958–1960)
- Viktor Karpov (1961–1969)
- Nikolay Glebov (1969)
- Vsevolod Blinkov (1970–1971)
- Gennady Sarychev (1972)
- Viktor Kirsh (1973–1977)
- Aleksandr Gulevsky (1978)
- Viktor Kirsh (1979)
- Alfred Fyodorov (1980)
- Boris Streltsov (1981)
- Gennady Sarychev (1981–1985)
- Viktor Lukashenko (1986–1988)
- Viktor Antikhovich (1989–1993)
- Valery Bogdanov (1994)
- Anatoly Kikin (1994)
- Aleksandr Averyanov (1994–1998)
- Aleksandr Tarkhanov (enero 1999–diciembre 2003)
- Gadzhi Gadzhiyev (noviembre 2003–2006)
- Vladimir Kukhlevsky (2006)
- Sergei Oborin (marzo 2007–agosto 2007)
- Aleksandr Tarkhanov (agosto 2007–noviembre 2007)
- Leonid Slutsky (enero 2008–octubre 2009)
- Yuri Gazzaev (octubre 2009–julio 2010)
- Aleksandr Tarkhanov (julio 2010–junio 2011)
- Andrey Kobelev (junio 2011–noviembre 2012)
- Aleksandr Tsygankov (noviembre 2012–diciembre 2012)
- Gadzhi Gadzhiyev (enero 2013–agosto 2013)
- Aleksandr Tsygankov (agosto 2013–mayo 2014)
- Vladimir Kukhlevsky (mayo 2014–junio 2014)
- Franky Vercauteren (junio 2014–octubre 2016)
- Vadim Skripchenko (noviembre 2016–mayo 2017)
- Andrey Tikhonov (junio 2017–octubre 2018)
- Miodrag Božović (octubre 2018–junio 2020)
- Andrey Talalayev (junio 2020–julio 2020)
- Igor Osinkin (julio 2020–junio 2025)
- Magomed Adiyev (junio 2025–)

## Jugadores destacados
- Jan Koller
- Eduardo Lobos
- Nicolás Canales
- Raúl Muñoz
- Juan Carlos Escobar
- Darwin Quintero
- Felicio Brown Forbes
- Catanha
- Luis Neri Caballero
- Pablo Zeballos

## Palmarés

### Torneos nacionales
- Primera División de Rusia (2): 2015, 2021.
- Subcampeón de la Copa de Rusia (2): 2004 y 2020-21.
- Subcampeón de la Copa de la URSS (2): 1953, 1964.
- Primera Liga Soviética (5): 1945, 1956, 1961, 1975, 1978
- Progress Cup (1): 1976